# Jonas Otto Tengmark
Jonas Otto Tengmark, född 26 februari 1780 i Landskrona, död 18 maj 1850 i Landskrona, var en svensk militär och kommendant i Landskrona.
Jonas Otto Tengmark var son till prosten och hovpredikanten Engelbrecht Tengmark (1720–1812) och Anna Helena Bager (1751–1805). Han blev överstelöjtnant i armén vid Konungens eget värvade regemente samt kommendant i Landskrona.
Han blev riddare av svärdsorden (RSO) 18 maj 1830.
Han var gift från 1816 med Anna Maria Gjörloff (född Borg), gift första gången med kapten Gustaf Gjörloff (son till Erik Gjörloff), hon var dotter till ägaren av Borgs färgerier, färgaren Fredrik Borg, samt syster till Jöns Petter Borg.